# كهف سيرجينشتاين
كهف سيرجينشتاين (بالألمانية: Sirgensteinhöhle) يقع على ارتفاع 565 م (1,854 قدم) فوق مستوى سطح البحر داخل صخرة سيرجنشتاين التي يبلغ ارتفاعها 20 م (66 قدم)، وهي صخرة من الحجر الجيري. يقع الكهف على ارتفاع 35 م (115 قدم) فوق قاع وادي نهر آتش في وسط جبال الألب السوابية، جنوب ألمانيا. قام عالم الآثار ر. ر. شميدت بالتنقيب في الموقع في عام 1906 وحدد خلاله مؤشرات الوجود البشري في عصور ما قبل التاريخ. سجل التسلسل الطبقي الكامل لأصل العصر الحجري القديم والعصر الحجري الحديث. في تحليله لعام 1910، ألهم شميدت علماء الآثار المستقبليين بمفهومه الرائد المتمثل في تضمين موقع التنقيب داخل منطقته الجغرافية، ووضعه في سياق طيف علمي واسع وأظهر نتائج قيّمة لأنه ربط بنية طبقة سيرجنشتاين بتلك الموجودة في مواقع ما قبل التاريخ في فرنسا.

## وصلات خارجية
- Robert Rudolf Schmidt: Der Sirgenstein und die diluvialen Kulturstätten Württembergs, E. Schweizerbartsche Verlagsbuchhandlung, Stuttgart 1910.
- Michael Bolus, Nicholas Conard: 100 Jahre Robert Rudolf Schmidts ‚Die diluviale Vorzeit Deutschlands‘. In: Mitteilungen der Gesellschaft für Urgeschichte 21, 2012, pp. 63–89.